# Cuidado con las colas
 Cuidado con las colas es una película en blanco y negro de Argentina dirigida por Julio Saraceni según el guion de Abel Santa Cruz basada en su obra teatral Tres vivos que fueron muertos, que se estrenó el 12 de noviembre de 1964 y que tuvo como protagonistas a Juan Carlos Thorry, Ámbar La Fox, Beba Bidart, Enrique Serrano y Julia Sandoval. Fue el último filme de Enrique Serrano.

## Sinopsis
Un hombre cuya esposa está ausente y su hermano soltero invitan a dos mujeres que conocen en la fila del cine y allí está su futuro suegro.

## Reparto
- Juan Carlos Thorry ... Rodolfo
- Ámbar La Fox ... Zulema
- Beba Bidart ... Margarita Trentimano
- Enrique Serrano ... Don Matias Barreiro
- Julia Sandoval ... Hortencia
- Fernando Siro ... Raul Ponce de Leon
- Beatriz Taibo ... Cucucha
- Vicente Rubino ... Don Benito ( portero del edificio)
- Paulette Christian ... Como ella misma
- Lalo Hartich ... Sebastian ( mayordomo)
- Joe Rígoli
- María Armand
- Zulema Esperanza
- Zulma Grey ... Esposa de don Benito
- Ricardo Quinteros
- Lucio Deval
- Ricardo Jordán
- Osvaldo Castro

## Comentarios
Para La Nación el filme es:

”Una comedia de enredos muy gratta y animada.”

El Mundo apuntó sobre la película:

”Superficialidad y buen humor.”

Por su parte La Prensa opinó:

”Film de alcances muy modestos.”